# Cirratulus obscurus
Cirratulus obscurus är en ringmaskart som beskrevs av Jean Louis Armand de Quatrefages de Bréau 1866. Cirratulus obscurus ingår i släktet Cirratulus och familjen Cirratulidae. Inga underarter finns listade i Catalogue of Life.